# فدراسیون بین‌المللی اتحادیه خلبانان خطوط هوایی
فدراسیون بین‌المللی اتحادیه خلبانان خطوط هوایی (IFALPA) یک فدراسیون بین‌المللی برای اتحادیه‌های خلبانان ملی کشورهای جهان است. این فدراسیون در سال ۱۹۴۸ در مونترآل کانادا بنیانگذاری شد.

## تاریخچه
پس از جنگ جهانی دوم هوانوردی عمومی در سطح بین‌المللی رشد کرد. در نتیجه خلبانان متوجه شدند که اتحادیه‌های کشوری آن‌ها توانایی پشتیبانی از آن‌ها در دیگر کشورها را ندارند. به علاوه آن‌ها نماینده‌ای در سازمان بین‌المللی هوانوردی کشوری (ایکائو) نداشتند. بنابراین در یک گردهمایی در آوریل ۱۹۴۸ این اتحادیه پدید آمد. در آغاز تأسیس فدراسیون، دفتر آن با همتای بریتانیایی خود مشترک بود. اما در سال ۱۹۵۵ به اندازه‌ای رشد کرد که دفتری مستقل در مونترآل در نزدیکی دفتر ایکائو داشته باشد.

## عضویت
در ۱۹۷۶ این اتحادیه ۵۴۰۰۰ عضو از ۶۰ کشور داشت. در سال ۲۰۱۵ این تعداد به ۱۰۰،۰۰۰ نفر از ۱۰۰ کشور رسید.

## ارتباط با دیگر سازمان‌ها
فدراسیون بین‌المللی اتحادیه خلبانان خطوط هوایی، کمیته‌های دائمی در حوزه‌های نظارتی، صنعتی و ایمنی/فنی دارد. همچنین با عضویت دائم در هیئت‌های ایکائو وظیفه برای تأمین نیازمندی‌های خلبانان در مقررات، معیارهای طراحی، مدیریت ترافیک هوایی و مدیریت فرودگاه را بر عهده دارد.